# Deltochilum pseudoparile
Deltochilum pseudoparile är en skalbaggsart som beskrevs av Renaud Maurice Adrien Paulian 1938. Deltochilum pseudoparile ingår i släktet Deltochilum och familjen bladhorningar. Inga underarter finns listade i Catalogue of Life.